# Soupisky ZVVZ USK Praha
Článek obsahuje soupisky hráček basketbalového klubu ZVVZ USK Praha od roku 2014.

## Soupiska sezóny 2024/2025
| Číslo | Stát       | Hráčka                   | Ročník | Výška  |
| ----- | ---------- | ------------------------ | ------ | ------ |
| 1     | Česko      | Mariana Přibylová        | 2005   | 169 cm |
| 2     | Česko      | Karolína Petlanová       | 2005   | 180 cm |
| 3     | Slovinsko  | Teja Oblak               | 1990   | 173 cm |
| 4     | Česko      | Gabriela Andělová        | 1996   | 173 cm |
| 5     | Španělsko  | Maite Cazorla            | 1997   | 178 cm |
| 8     | Česko      | Veronika Voráčková       | 1999   | 188 cm |
| 10    | Španělsko  | María Conde              | 1997   | 187 cm |
| 11    | Francie    | Valériane Ayayi          | 1994   | 183 cm |
| 12    | Česko      | Tereza Vyoralová         | 1994   | 176 cm |
| 13    | Austrálie  | Eziyoda Magbegor         | 1999   | 193 cm |
| 14    | Nizozemsko | Emese Eva Hof            | 1996   | 190 cm |
| 20    | USA        | Isabelle Hannah Harrison | 1993   | 191 cm |
| 21    | Česko      | Veronika Šípová          | 1999   | 181 cm |
| 42    | USA        | Brionna Jones            | 1995   | 190 cm |

## Soupiska sezóny 2023/2024
| Číslo | Stát       | Hráčka             | Ročník | Výška  |
| ----- | ---------- | ------------------ | ------ | ------ |
| 1     | Česko      | Mariana Přibylová  | 2005   | 169 cm |
| 2     | Česko      | Karolína Petlanová | 2005   | 180 cm |
| 3     | Slovinsko  | Teja Oblak         | 1990   | 173 cm |
| 4     | Česko      | Gabriela Andělová  | 1996   | 173 cm |
| 5     | Španělsko  | Maite Cazorla      | 1997   | 178 cm |
| 8     | Česko      | Veronika Voráčková | 1999   | 188 cm |
| 10    | Španělsko  | María Conde        | 1997   | 187 cm |
| 11    | Francie    | Valériane Ayayi    | 1994   | 183 cm |
| 12    | Česko      | Tereza Vyoralová   | 1994   | 176 cm |
| 13    | Austrálie  | Eziyoda Magbegor   | 1999   | 193 cm |
| 14    | Nizozemsko | Emese Eva Hof      | 1996   | 190 cm |
| 18    | Německo    | Nyara Sabally      | 2000   | 196 cm |
| 21    | Česko      | Veronika Šípová    | 1999   | 181 cm |
|       | Česko      | Tereza Jenková     | 2004   | 165 cm |
|       | Česko      | Viktorie Štaflová  | 2005   | 172 cm |

## Soupiska sezóny 2022/2023
| Číslo | Stát               | Hráčka                  | Ročník | Výška  |
| ----- | ------------------ | ----------------------- | ------ | ------ |
| 2     | Česko              | Karolína Petlanová      | 2005   | 180 cm |
| 3     | Slovinsko          | Teja Oblaková           | 1990   | 173 cm |
| 8     | Česko              | Veronika Voráčková      | 1999   | 188 cm |
| 10    | Španělsko          | María Conde             | 1997   | 187 cm |
| 11    | Francie            | Valériane Ayayi         | 1994   | 183 cm |
| 12    | Česko              | Tereza Vyoralová        | 1994   | 176 cm |
| 13    | Česko              | Barbora Váchová         | 2003   | 170 cm |
| 14    | Česko              | Lucie Kůželová          | 1999   | 173 cm |
| 14    | Nizozemsko         | Emese Eva Hof           | 1996   | 190 cm |
| 15    | Česko              | Anna Merhautová         | 2001   | 175 cm |
| 18    | Česko              | Viktorie Štaflová       | 2005   | 172 cm |
| 19    | Česko              | Tereza Jenková          | 2004   | 165 cm |
| 20    | Česko              | Tereza Halátková        | 2001   | 180 cm |
| 21    | Česko              | Veronika Šípová         | 1999   | 181 cm |
| 25    | USA                | Alyssa Marie Thomasová  | 1992   | 188 cm |
| 41    | Slovensko          | Barbora Wrzesiński      | 1994   | 178 cm |
| 42    | USA                | Brionna Alaine Jonesová | 1995   | 191 cm |
| 44    | Spojené království | Temitope Fagbenleová    | 1992   | 193 cm |
| 55    | Česko              | Simona Sklenářová       | 2000   | 181 cm |
|       | USA                | Merritt Hempeová        | 1994   | 190 cm |

## Soupiska sezóny 2020/2021
| Číslo | Stát       | Hráčka                 | Ročník | Výška  |
| ----- | ---------- | ---------------------- | ------ | ------ |
| 0     | Česko      | Kateřina Zeithammerová | 2002   | 162 cm |
| 1     | Česko      | Anna Chromá            | 2003   | 182 cm |
| 2     | Česko      | Nikola Zdeňková        | 2003   | 169 cm |
| 3     | Slovinsko  | Teja Oblaková          | 1990   | 173 cm |
| 4     | USA        | Candice Dupree         | 1984   | 188 cm |
| 6     | Ukrajina   | Anastasiia Kovtun      | 2002   | 193 cm |
| 8     | Česko      | Tereza Halátková       | 2001   | 180 cm |
| 9     | Chorvatsko | Marija Režan           | 1989   | 198 cm |
| 10    | Španělsko  | María Conde            | 1997   | 187 cm |
| 11    | Česko      | Kateřina Suchanová     | 1989   | 180 cm |
| 12    | Česko      | Tereza Vyoralová       | 1994   | 176 cm |
| 18    | Chorvatsko | Ivana Dojkić           | 1997   | 180 cm |
| 21    | Česko      | Veronika Šípová        | 1999   | 181 cm |
| 24    | Česko      | Veronika Voráčková     | 1999   | 188 cm |
| 25    | USA        | Alyssa Marie Thomas    | 1992   | 188 cm |
| 42    | USA        | Brionna Alaine Jones   | 1995   | 191 cm |
| 55    | Česko      | Simona Sklenářová      | 2000   | 181 cm |

## Soupiska sezóny 2019/2020
| Číslo | Stát       | Hráčka                   | Ročník | Výška  |
| ----- | ---------- | ------------------------ | ------ | ------ |
|       | USA        | Isabelle Hannah Harrison | 1993   | 191 cm |
|       | Česko      | Tereza Halátková         | 2001   | 180 cm |
|       | Česko      | Karolína Elhotová        | 1992   | 182 cm |
| 1     | Česko      | Kateřina Zeithammerová   | 2002   | 162 cm |
| 5     | Španělsko  | Cristina Ouviña Modrego  | 1990   | 173 cm |
| 6     | Česko      | Anna Merhautová          | 2001   | 175 cm |
| 7     | Česko      | Alena Hanušová           | 1991   | 191 cm |
| 9     | Chorvatsko | Marija Režan             | 1989   | 198 cm |
| 11    | Česko      | Kateřina Suchanová       | 1989   | 180 cm |
| 12    | Česko      | Tereza Vyoralová         | 1994   | 176 cm |
| 20    | Česko      | Lucie Kůželová           | 1999   | 173 cm |
| 21    | Česko      | Veronika Šípová          | 1999   | 181 cm |
| 24    | Česko      | Veronika Voráčková       | 1999   | 188 cm |
| 25    | USA        | Alyssa Marie Thomas      | 1992   | 188 cm |
| 37    | Slovinsko  | Teja Oblaková            | 1990   | 173 cm |
| 42    | USA        | Brionna Alaine Jones     | 1995   | 191 cm |
| 55    | Česko      | Simona Sklenářová        | 2000   | 181 cm |
| 77    | Francie    | Valériane Vukosavljević  | 1994   | 183 cm |

## Soupiska sezóny 2018/2019
| Číslo | Stát       | Hráčka                   | Ročník | Výška  |
| ----- | ---------- | ------------------------ | ------ | ------ |
|       | Česko      | Karolína Elhotová        | 1992   | 182 cm |
| 0     | Česko      | Renáta Březinová         | 1990   | 189 cm |
| 1     | Česko      | Kristýna Brabencová      | 1999   | 181 cm |
| 3     | Španělsko  | Leticia Romero           | 1995   | 173 cm |
| 4     | Česko      | Eliška Žílová            | 2000   | 166 cm |
| 5     | Česko      | Julie Pospíšilová        | 1999   | 182 cm |
| 7     | Česko      | Alena Hanušová           | 1991   | 191 cm |
| 9     | Chorvatsko | Marija Režan             | 1989   | 198 cm |
| 11    | Česko      | Kateřina Suchanová       | 1989   | 180 cm |
| 12    | Česko      | Tereza Vyoralová         | 1994   | 176 cm |
| 17    | Česko      | Petra Malíková           | 2002   | 178 cm |
| 20    | USA        | Isabelle Hannah Harrison | 1993   | 191 cm |
| 21    | Česko      | Veronika Šípová          | 1999   | 181 cm |
| 25    | USA        | Alyssa Marie Thomas      | 1992   | 188 cm |
| 37    | Slovinsko  | Teja Oblaková            | 1990   | 173 cm |
| 77    | Francie    | Valériane Vukosavljević  | 1994   | 183 cm |

## Soupiska sezóny 2017/2018
| Číslo | Stát       | Hráčka              | Ročník | Výška  |
| ----- | ---------- | ------------------- | ------ | ------ |
|       | Česko      | Karolína Elhotová   | 1992   | 182 cm |
|       | Česko      | Veronika Voráčková  | 1999   | 188 cm |
| 1     | Česko      | Kristýna Brabencová | 1999   | 181 cm |
| 3     | Španělsko  | Leticia Romero      | 1995   | 173 cm |
| 5     | Česko      | Julie Pospíšilová   | 1999   | 182 cm |
| 7     | Česko      | Alena Hanušová      | 1991   | 191 cm |
| 9     | Chorvatsko | Marija Režan        | 1989   | 198 cm |
| 10    | Španělsko  | Marta Xargay        | 1990   | 180 cm |
| 11    | Česko      | Kateřina Suchanová  | 1989   | 180 cm |
| 12    | Česko      | Tereza Vyoralová    | 1994   | 176 cm |
| 15    | Česko      | Aneta Mainclová     | 1996   | 191 cm |
| 17    | Švédsko    | Amanda Zahui        | 1993   | 196 cm |
| 20    | Česko      | Michaela Krejzová   | 1998   | 184 cm |
| 21    | Česko      | Veronika Šípová     | 1999   | 181 cm |
| 24    | USA        | Dewanna Bonner      | 1987   | 193 cm |

## Soupiska sezóny 2016/2017
| Číslo | Stát      | Hráčka             | Ročník | Výška  |
| ----- | --------- | ------------------ | ------ | ------ |
|       | Česko     | Veronika Voráčková | 1999   | 188 cm |
|       | Česko     | Karolína Elhotová  | 1992   | 182 cm |
| 1     | USA       | Kia Niema Vaughn   | 1987   | 193 cm |
| 4     | USA       | Candice Dupree     | 1984   | 188 cm |
| 5     | Srbsko    | Sonja Petrović     | 1989   | 188 cm |
| 7     | Česko     | Alena Hanušová     | 1991   | 191 cm |
| 8     | Česko     | Ilona Burgrová     | 1984   | 194 cm |
| 9     | Španělsko | Laia Palau         | 1979   | 176 cm |
| 10    | Španělsko | Marta Xargay       | 1990   | 180 cm |
| 11    | Česko     | Kateřina Suchanová | 1989   | 180 cm |
| 12    | Česko     | Tereza Vyoralová   | 1994   | 176 cm |
| 13    | Česko     | Tereza Šípová      | 1997   | 179 cm |
| 15    | Česko     | Aneta Mainclová    | 1996   | 191 cm |
| 20    | Česko     | Michaela Krejzová  | 1998   | 184 cm |
| 21    | Česko     | Veronika Šípová    | 1999   | 181 cm |
| 55    | Lotyšsko  | Anete Steinberga   | 1990   | 190 cm |

## Soupiska sezóny 2015/2016
| Číslo | Stát      | Hráčka             | Ročník | Výška  |
| ----- | --------- | ------------------ | ------ | ------ |
|       | Česko     | Karolína Elhotová  | 1992   | 182 cm |
| 1     | USA       | Kia Niema Vaughn   | 1987   | 193 cm |
| 4     | USA       | Candice Dupree     | 1984   | 188 cm |
| 5     | Srbsko    | Sonja Petrović     | 1989   | 188 cm |
| 7     | Česko     | Alena Hanušová     | 1991   | 191 cm |
| 8     | Česko     | Ilona Burgrová     | 1984   | 194 cm |
| 9     | Španělsko | Laia Palau         | 1979   | 176 cm |
| 10    | Španělsko | Marta Xargay       | 1990   | 180 cm |
| 11    | Česko     | Kateřina Suchanová | 1989   | 180 cm |
| 12    | Česko     | Tereza Vyoralová   | 1994   | 176 cm |
| 13    | USA       | Danielle Robinson  | 1989   | 175 cm |
| 14    | Srbsko    | Tijana Ajduković   | 1991   | 196 cm |
| 15    | Lotyšsko  | Anete Steinberga   | 1990   | 190 cm |

## Soupiska sezóny 2014/2015
| Číslo | Stát      | Hráčka             | Ročník | Výška  |
| ----- | --------- | ------------------ | ------ | ------ |
|       |           | Monique Noel Quinn | 1985   |        |
| 1     | USA       | Kia Niema Vaughn   | 1987   | 193 cm |
| 4     | Česko     | Jana Veselá        | 1983   | 194 cm |
| 5     | Srbsko    | Sonja Petrović     | 1989   | 188 cm |
| 7     | Česko     | Alena Hanušová     | 1991   | 191 cm |
| 8     | Česko     | Ilona Burgrová     | 1984   | 194 cm |
| 9     | Španělsko | Laia Palau         | 1979   | 176 cm |
| 10    | Česko     | Lenka Kochová      | 1991   | 175 cm |
| 11    | Česko     | Kateřina Suchanová | 1989   | 180 cm |
| 12    | Česko     | Tereza Vyoralová   | 1994   | 176 cm |
| 13    | USA       | Danielle Robinson  | 1989   | 175 cm |
| 15    | Česko     | Eva Vítečková      | 1982   | 190 cm |
| 55    |           | Ivana Matović      | 1983   | 194 cm |